# لیلیان چاوین
لیلیان شوان (فرانسوی: Lilyan Chauvin‎؛ ۶ اوت ۱۹۲۵ – ۲۶ ژوئن ۲۰۰۸) یک هنرپیشه اهل فرانسه بود. وی بین سال‌های ۱۹۵۰ تا ۲۰۰۷ میلادی فعالیت می‌کرد.
او در فیلم‌های جایی برای پنهان شدن نیست و نفوذ بد بازی کرده‌است.